# 夏家店上層文化
夏家店上層文化（かかてんじょうそうぶんか）は、紀元前1100年～1000年頃に始まり、紀元前700年～500年頃まで続いた、現在の中国東北部に栄えた青銅器文化。遼河文明のひとつ。内蒙古自治区赤峰市夏家店遺跡の上層を標式遺跡とする。北東の草原～丘陵地帯に居た後に東胡となる牧畜民の南下と同地の征服によって成立した文化。同時代の黒竜江省大慶市肇源県の白金宝遺跡に代表される白金宝文化などと密接な関連があり、また同時代の西周の影響も受けている。燕の興隆に伴って征服された。
現在の内蒙古自治区東部、河北省北部、遼寧省西部を中心とし、北はシラムレン川の北に達する。同じ領域で先立つ夏家店下層文化よりもやや狭い範囲に広がり若干西寄りに位置する。夏家店下層文化に比べると人口密度は低かったと推定されている。主に牧畜を行い、農耕や陶器の製作に関する技術は大きく後退して直筒型の形状をした陶器が増え、食器の様式も底部を足底で支える底が深い様式から底が浅い平底の物へ変わっている。
石器が大きく発達し土器や骨器と共に多く出土している。青銅器の出土が増え、剣、槍、戈、鏃などがあり、基本的に装飾が見られないか乏しくなっているが、動物の頭部を模した特徴的な図柄が見られるようになっている。後期になると周様式の青銅器が出現する。夏家店下層文化に比べると恒久的な建築物が少なくなり、下層文化の建築物またはその材料の流用が多くなる。
家畜の骨の出土は、豚に代わり牛が増え、また馬が多く見られ、馬具や銅製車具も多く出ている。夏家店下層文化に比べ、支配者層と見られる物は副葬品を多数伴う墓が造られ、南山根の石墓からは弁髪と思しき埋葬者の描かれた銅版も発見されている、墓制に関しては夏家店下層文化から大きな変化が見られない。
紅山文化、夏家店下層文化時代の古人骨からは、ウラル系民族で高頻度に観察されるハプログループNが60%以上の高頻度で認められるが、夏家店上層文化の時代になると、ハプログループO2やハプログループC2へ交代したようである。